# Lophoptera obscurata
Lophoptera obscurata là một loài bướm đêm trong họ Noctuidae.